# Groupes ethniques d'Amérique centrale
L'Amérique centrale est composée de six pays hispaniques (Guatemala, Honduras, El Salvador, Nicaragua, Costa Rica et Panama) et un pays à majorité anglophone (Belize).
La région compte plus de 30 groupes ethniques : métis, autochtones, descendants des vagues d'immigrants en provenance d'Europe, d'Asie, d'Afrique, du Moyen-Orient et les immigrants d'Amérique latine.
En 2012, l'Amérique centrale avait une population totale de 45 481 000 habitants inégalement répartis sur une superficie de 523 674 km2 avec une densité irrégulière de 77,3 hab./km2. Triangle du Nord (Guatemala, El Salvador et le Honduras) ont les plus grandes populations d'Amérique centrale, le Guatemala est la plus peuplée. Alors que les pays du Sud (Nicaragua, Costa Rica et Panama) ont ensemble moins de 10 millions d'habitants, est la moins peuplée Belize.

## Blanc

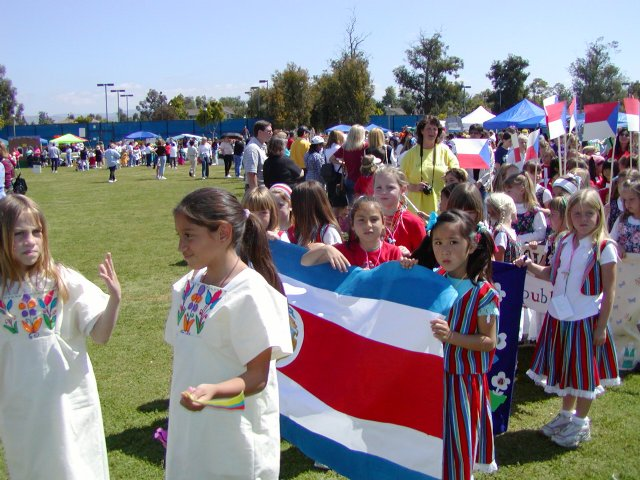
enfants blancs du Costa Rica

À partir de 2012 les Costariciens sont principalement d'origine espagnole, avec des minorités d'origines allemandes, italiennes, françaises, néerlandaises, britanniques, suédoises et grecques. Les Blancs et les métis forment presque 83.7 % de la population. Blancs et castiza (descendants directs des Européens ou d'ascendance presque entièrement européenne) représentent 65,8 % de la population totale. Immigrants européens utilisés Costa Rica pour traverser l'isthme de Amérique centrale. Autres groupes ethniques européens au Costa Rica comprennent les Russes, Danois, Belges, Portugais, Croates, Hongrois, Arméniens et les Géorgiens.
Durant le XIXe siècle, au Nicaragua et Guatemala sont venus vagues d'immigration allemande et moins quantité italiens, françaises, espagnols, anglaises et d'autres pays européens. Au Nicaragua immigrants sont arrivés à Matagalpa, Jinotega, Esteli, Managua El-Crucero, Carazo, Nueva Segovia et Madriz. Et il y a une communauté au Nicaragua de 30 000 Palestiniens, Syriens, Libanais et les Juifs.
Au Panama, les Blancs sont descendants des immigrants britanniques, Espagnols, Italiens, Françaises, Allemands, Irlandais, Néerlandais, Portugais, Polonais, Russes et Américains.
Au Honduras, plusieurs Espagnols sont arrivés, principalement d'Andalousie et de Catalogne, au Salvador des vagues massives d'Italiens et d'Espagnols sont arrivées, ces pays concentrent également de grandes populations d'origine palestinienne et libanaise,
À l'heure actuelle, la population qui entre dans la catégorie blanche est nombreuse au Costa Rica, au Salvador et au Nicaragua, mais il existe également des populations importantes dans les autres pays d'Amérique centrale,
| Place | Pays       | Pourcentage | Quantité  |
| ----- | ---------- | ----------- | --------- |
| 1     | Costa Rica | 65 %        | 3 200 000 |
| 3     | Nicaragua  | 17,0 %      | 1 100 000 |
| 3     | Salvador   | 12,7 %      | 840 120   |
| 4     | Panama     | 6,7 %       | 300 000   |
| 5     | Belize     | 4,6 %       | 36 340    |
| 6     | Guatemala  | 5 %         | 820 112   |
| 7     | Honduras   | 1,0 %       | 85 430    |
| Total | Total      | 17,6 %      | 7 259 402 |

## Métis
Métis ou mélange de colons européens avec les Indiens sont la majorité (plus de 50 %) au Honduras, El Salvador, Panama et Nicaragua.
Lorsque la colonie a été établie, divers types de métissage ont été établis, le métissage en Amérique centrale commence à partir de l'ère coloniale, quand il y avait des pénuries de femmes blanches, pour lesquelles les Espagnoles se sont mélangées aux femmes autochtones et noires
Actuellement, le pays avec le pourcentage le plus élevé de métis est le Honduras avec 90%, la population Castiza et métis représente la majorité de la population du Salvador, au Nicaragua et Panama la population est très nombreuse ainsi que la population mulâtre, au Guatemala aussi Elle est très nombreuse, au Costa Rica c'est la première minorité ethnique du pays, au recensement du pays les métis entrent dans la catégorie blanche, la population blanche et métis représente 83,7% de ses habitants,
| Place | Pays       | Pourcentage | Quantité   |
| ----- | ---------- | ----------- | ---------- |
| 1     | Honduras   | 90,0 %      | 7 624 900  |
| 2     | Salvador   | 86,3 %      | 5 892 000  |
| 3     | Panama     | 70,0 %      | 2 807 000  |
| 4     | Nicaragua  | 69,0 %      | 3 749 100  |
| 5     | Belize     | 48,7 %      | 150 300    |
| 6     | Guatemala  | 41,7 %      | 5 175 605  |
| 7     | Costa Rica | 20 %        | 1 000 000  |
| Total | Total      | 59,2 %      | 30 199 482 |

## Noir/Mulatto
Les principaux pays avec la population noire ou mulâtre (européens avec africaines) est au Belize, Nicaragua, Costa Rica et Panama.
Les premiers Africains arrivés en Amérique centrale à travers la colonisation espagnole où ils ont été utilisés comme esclaves. Certains esclaves ont été importés d'anglais et français Antilles (Jamaïque, Haïti, Martinique et les Bahamas), Honduras britannique (Belize, le nord du Honduras et le nord du Nicaragua) où de nombreux Européens ont apporté les esclaves africains ou des Antilles, la région a été anglophone (dominées par la Grande-Bretagne et les Pays-Bas).
| Place | Pays       | Pourcentage | Quantité  |
| ----- | ---------- | ----------- | --------- |
| 1     | Belize     | 34,0 %      | 103 005   |
| 2     | Panama     | 14,0 %      | 470 800   |
| 3     | Nicaragua  | 9,0 %       | 530 629   |
| 4     | Costa Rica | 8,6 %       | 335 490   |
| 5     | Honduras   | 2,4 %       | 158 025   |
| 6     | Guatemala  | 2,0 %       | 250 776   |
| 7     | Salvador   | 1,0 %       | 60 900    |
| Total | Total      | 5,0 %       | 1 989 225 |

## Indigène

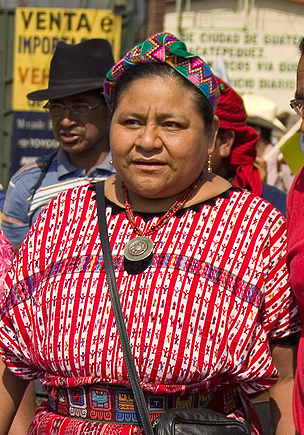
Rigoberta Menchu, femme autochtone guatémaltèque

La population indigène en Amérique centrale a atteint près de 7 500 000 personnes, dont 8 590 000 sont situés au Guatemala et représentent 55 % de la population totale de ce pays, avec la prédominance des groupes indigènes: Quiche 12,1 %, kaqchiquel 10,4 %, Mam 8,9 % parmi les 23 groupes présents dont 21 sont mayas.
En El Salvador représente la population indigène pour 0,23 % du total, y compris Kakawira (0,07 %), Nahua-Pipil (0,06 %), et Lenca (0,04 %). Au contraire, la population maya du Belize représente environ 10 %.
Au Honduras les indigènes (Lencas, Miskitos, Tolupanes, chortis, Pech ou Payas et Tawahkas) avec les Garifunas représentent près de 7 % de la population hondurienne. La majorité vivent dans les départements de Copan et Coatepeque. Les groupes autochtones sont similaires au Nicaragua qui sont la majorité dans les régions de la côte des Caraïbes (RAAN et RAAS) et représentent 5 % au niveau national de la population.
Au Panama groupes autochtones représentent 6 % selon le CIA World Factbook, bien que, selon le recensement national de 2010, atteignant plus de 420 000 personnes, 12,3 %.
La population autochtone au Costa Rica aujourd'hui est réduit, et la majorité ont été exterminés par les colons espagnols et les gouvernements conservateurs. Selon le recensement de 2011, les peuples autochtones représentent 2,4 % du nombre total de 104 000 Indiens. Très peu d'Indiens gardé leurs traditions, croyances et coutumes.
| Place | Pays       | Pourcentage | Quantité  |
| ----- | ---------- | ----------- | --------- |
| 1     | Guatemala  | 55,3 %      | 8 333 215 |
| 2     | Belize     | 10,9 %      | 32 000    |
| 3     | Honduras   | 7,0 %       | 574 910   |
| 4     | Panama     | 6,0 %       | 407 000   |
| 5     | Nicaragua  | 5,0 %       | 294 300   |
| 6     | Costa Rica | 2,4 %       | 104 605   |
| 7     | Salvador   | 1,3 %       | 62 000    |
| Total | Total      | 15,4 %      | 6 515 000 |

## Asiatique

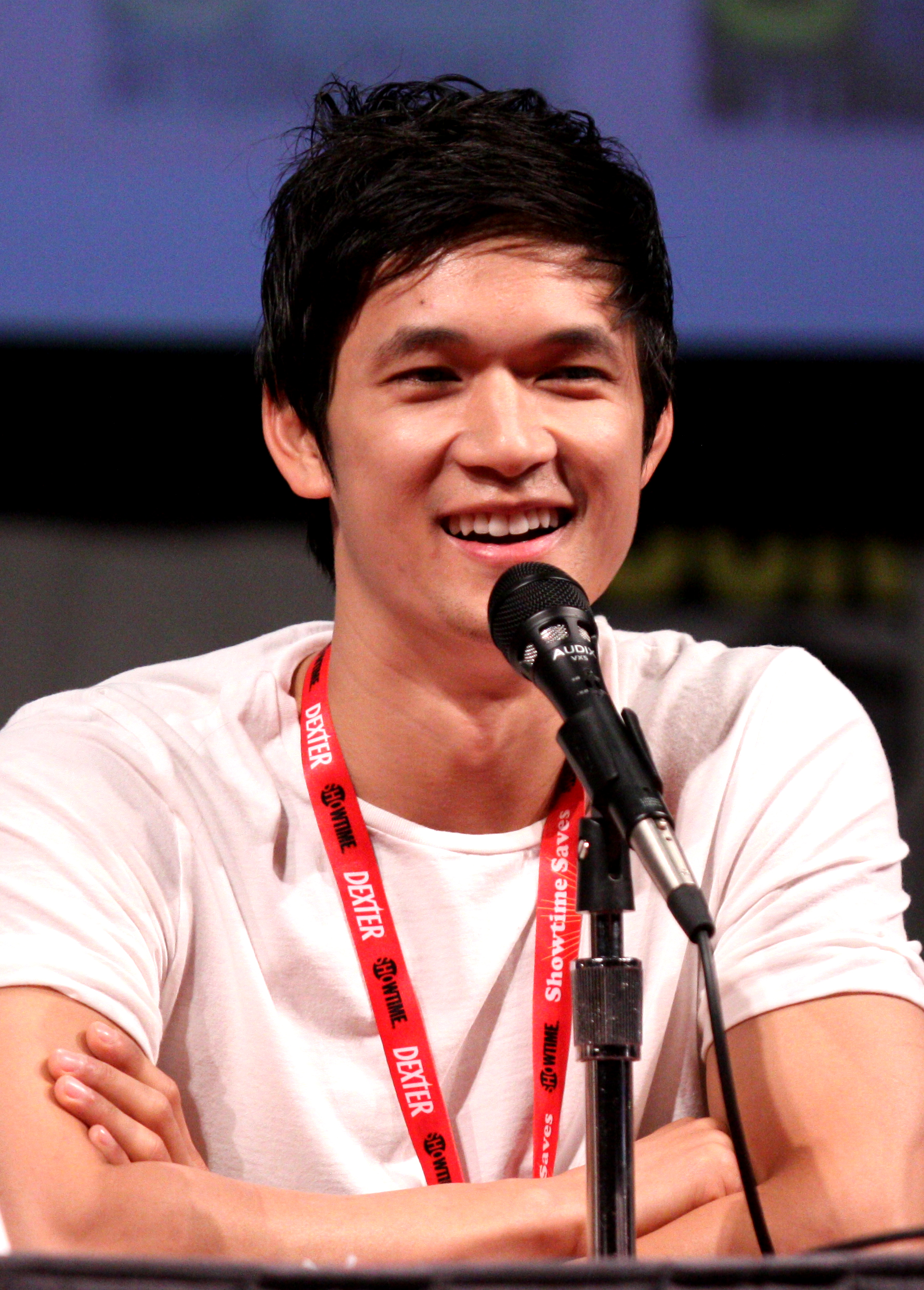
Harry Shum Jr. acteur asiatique-costaricain

Panama: Panaméens d'origine asiatique représentent 4 % de la population ou plus de 130 000 personnes. La communauté asiatique-panaméenne font aussi immigrants asiatiques (Principalement chinois) au Panama,.
Costa Rica : immigrants et de descendants asiatiques représentent 1 % des Costariciens. les premiers Chinois arrivés au Costa Rica en 1855; ils étaient un groupe de 77 originaire de Guangzhou, qui était venu en Amérique centrale pour travailler sur le canal de Panama. Les premiers immigrants chinois arrivés en général la côte du Pacifique de Puntarenas; une colonie chinoise a commencé à se former en la région, fondée par Joseph Chen Apuy, un migrant de Zhongshan, province du Guangdong, qui arrivé en 1873.
Nicaragua : Environ 1 % des Nicaraguayens sont d'origine chinoise, les premiers immigrants arrivés à la fin du XIXe siècle, à Managua, Bluefields, Laguna de las Perlas, entre autres places.
| Place | Pays       | Pourcentage | Quantité |
| ----- | ---------- | ----------- | -------- |
| 1     | Panama     | 3,0 %       | 135 000  |
| 2     | Costa Rica | 1,2 %       | 54 783   |
| 3     | Nicaragua  | 1,0 %       | 57 277   |
| Total | Total      | 1,2 %       | 247 102  |